# Hosszúfarkú fakusz
A hosszúfarkú fakusz (Certhia familiaris marodoctyla) a verébalakúak (Passeriformes) rendjébe, ezen belül a fakuszfélék (Certhiidae) családjába tartozó alfaj. Nevének helyesírása (fakusz vagy fakúsz) vitatott.
A hegyi fakusz alfaja, amelytől elsősorban jóval sötétebb színezete által különbözik. A meghatározás szempontjából fontos a hát tollainak sötétebb töve, továbbá ugyanezeknek a tollaknak a közepe, ahol jóval kisebb a piszkosbarna foltok terjedelme.

## Előfordulása
Elterjedési területe részben összeesik az északi fakusz elterjedési területével, részben kiegészíti azt déli irányban. Elterjedésének északi határa Németország, körülbelül az Odera vonaltól kezdve nyugat felé egészen Belgiumig, Franciaország, a Pireneusok, az Alpok vidéke, Ausztria, Magyarország, Bosznia-Hercegovina s valószínűleg a Balkán többi része Romániáig, végül Olaszország.
Angliában, Korzika szigetén és Ázsiában is előfordulnak egyes, a törzsfajtól eltérő, de lényegileg tőle el nem választható alfajok.

## Életmódja
Életmódja teljesen ugyanaz, mint az északi alapfajé. A hegyvidék fenyves erdeiben tanyázik, de lejön a domb- és síkvidékre is, ahol a vegyes lomberdőkben tanyázik.
Nagy általánosságban azonban ki lehet mondani azt, hogy a magasabb hegyvidéken előforduló fakuszok az „erdei” fajhoz tartoznak, a nyári időszakban a dombvidéken és alföldeken előfordulók pedig a „kerti”-hez.
Az erdei fakusz ezek szerint előfordul egész Magyarország területén, nyáron át fészkel a magasabb hegyvidéken, így a Karszton is, télen át leszáll a síkságra és dombos vidékre. Az északi hegyvidéken Kocyán szerint egész 1200 méter magasságig fészkel, a Negoi csúcson az 1500 méteres övig hatol föl.

## Táplálkozása
Túlnyomó nagy részben rendkívül kártékony rovart eszik, köztük igen sok olyant, mely már kora tavasszal kezdi pusztítását.

## Védelme
A fakusz tehát védendő és lehetőleg mesterséges úton is szaporítandó madár, amelyet a magyar madárvédelmi törvény is védelem alá helyez. Mesterséges fészekodvakban is megtelepül, ha azok kb. 2–4 méter magasságban vannak elhelyezve. Télen át néha az etetőn is meg szokott jelenni, de lehetőleg kerüli az ilyen kirándulásokat. Akármilyen bizalmas is egyébként, mégis jobban szereti a magányt, mint a sűrű látogatottságnak örvendő téli etetőt, ahol esetleg kenyéririgy madártársakkal is kellene verekednie.